# Ерік Серра
Ерік Серра (фр. Éric Serra; *9 вересня 1959, Сен-Манде, Франція) — відомий французький композитор, дворазовий володар премії «Сезар».

## Біографічні відомості
Ерік Серра народився неподалік Парижа у містечку Сен-Манде у родині відомого шансоньє, поета і композитора Клода Серра. Мати Еріка померла, коли хлопчикові було сім років. В 15 років Серра став професійним джаз-рок-гітаристом. У період з 1980 по 1988 роки Ерік виступав як бас-гітарист у групі Жака Хігеліна та написав для нього кілька пісень. За останні чверть століття Серра взяв участь у записі більш ніж 30 пластинок різних виконавців.
З 1984 року композитор співпрацює з режисером Люком Бессоном і пише для нього саундтреки майже до кожного кінофільму. У 1995 році пише звукову доріжку до чергової серії «Бондіани» – «Золоте око». Роком пізніше вийшла перша компіляція з кіномузики Серра «Eric Serra – The Soundtracks». У 1998 році музикант записав перший сольний альбом під назвою «RXRA». У 2009 році став президентом міжнародного музичного конкурсу «Євровойс» (Eurovoice European Music Contest).

### Серра і Україна
7 грудня 2011 року Ерік Серра дав концерт у Києві в Міжнародному центрі культури і мистецтв «Жовтневий палац»

## Фільмографія
- 1983: Остання битва / Le dernier combat
- 1985: Підземка / Subway
- 1986: Камікадзе / Kamikaze
- 1988: Блакитна безодня / Le Grand Bleu
- 1990: Нікіта / La Femme Nikita
- 1991: Атлантіс / Atlantis
- 1994: Леон / Léon
- 1995: Золоте око / GoldenEye
- 1997: П'ятий елемент / The Fifth Element
- 1999: Жанна д'Арк / Jeanne d'Arc
- 2001: Васабі / Wasabi
- 2002: Історія кохання / Décalage Horaire
- 2002: Роллербол / Rollerball
- 2003: Куленепробивний чернець / Bulletproof Monk
- 2006: Бандитки / Bandidas
- 2006: Артур і Мініпути / Arthur et les Minimoys
- 2009: Артур і помста Малтазарда / Arthur et la Vengeance de Maltazard
- 2010: Неймовірні пригоди Адель Блан-Сек / The Extraordinary Adventures of Adèle Blanc-Sec
- 2010: Артур і війна двох світів / Arthur 3 : La Guerre des deux mondes
- 2011: Леді / The Lady
- 2014: Люсі / Lucy
- 2017: Шибайголови / Renegades
- 2019: Анна / Anna
- 2023: Догмен / DogMan